# Laraki Fulgura
El Laraki Fulgura es un coche superdeportivo marroquí. Este coche fue presentado en el Salón del Automóvil de Ginebra en 2004.

## Presentación
Su constructor, Laraki Abdeslam, siempre quiso construir un coche desde su infancia. Apasionado por la mecánica y los coches, quiso llevar a cabo un proyecto que era construir un coche 100 % marroquí.
El diseño de este coche fue inspirado en el RS4 de Nouamane Yacoubi. Pero su constructor diseñó una carrocería más larga y ancha y con unas puertas que se abren hacia arriba (inspirado en el RS4), para conseguir un estilo más aerodinámico.
El Laraki Fulgura tiene un motor de los más potentes por ahora: el V12 de Mercedes con 36 válvulas de 6.2 litros. Puede alcanzar una velocidad máxima de 350 km/h y el 0 a 100 km/h en solo 3,5 segundos.
De este coche fueron fabricados 99 ejemplares con un precio de unos 300.001,22 euros.